# Ivan Tihonovici Grișin
Ivan Tihonovici Grișin (în rusă Иван Тихонович Гришин; n. 16 decembrie 1901, Roslavlsky Uyezd⁠(d), gubernia Smolensk, Imperiul Rus – d. 20 iunie 1951, Moscova, RSFS Rusă, URSS) a fost un general-colonel al Armatei Sovietice, care a fost distins cu titlul de Erou al Uniunii Sovietice.
Grișin s-a înrolat în Armata Roșie în timpul Războiului Civil Rus și a participat la înăbușirea Răscoalei din Tambov. A devenit ofițer și a absolvit Academia Militară „M.V. Frunze” în 1936. În octombrie 1940 a devenit comandantul Diviziei 137 Infanterie, pe care a condus-o în bătăliile de la Smolensk și Moscova din timpul celui de-al Doilea Război Mondial. Grișin a fost apoi șeful statului major al Armatei a 50-a și, în aprilie 1943, a fost transferat în aceeași poziție în Armata a 11-a Gardă. La scurt timp după aceea, a devenit comandant al Armatei a 49-a și a condus armata în Bătălia de la Smolensk, Operațiunea Bagration, Ofensiva din Prusia Orientală și Bătălia Berlinului la sfârșitul războiului. După război, Grișin a comandat Armata a 6-a Gardă. În 1946 a devenit șeful direcției de pregătire de luptă a Forțelor Terestre ale URSS. Grișin a murit în 1951 la Moscova.

## Tinerețea
Ivan Grișin s-a născut la 16 decembrie 1901 în satul Vnukovici din uezdul Roslavl (gubernia Smolensk, Imperiul Rus), într-o familie de țărani. A absolvit patru clase la școala din satul natal. După ce tatăl său a fost mobilizat în Armata Imperială Rusă, Grișin a abandonat studiile pentru a lucra în gospodărie. În iulie 1920 a fost mobilizat în Armata Roșie. Și-a început serviciul ca soldat în Regimentul 16 Infanterie de Rezervă din orașul Dorogobuj și a urmat în perioada 1920-1922 cursurile de cadeți organizate în cadrul Regimentului 18 Infanterie din Kaluga. În timp ce era cadet, Grișin a luat parte la zdrobirea Răscoalei din Tambov.

## Perioada interbelică
În aprilie 1922 a devenit comandant de pluton în Regimentul 163 Infanterie. A fost transferat ulterior pe post de comandant de pluton în Regimentul 1 Grăniceri, Batalionul 12 Grăniceri și Batalionul 18 Grăniceri ale trupelor OGPU. În aprilie 1924 Grișin a devenit comandant al unui pluton de mitraliori din Regimentul 81 Infanterie al Diviziei 27 Infanterie de la Omsk (Districtul Militar Belarus). În 1925 a fost trimis, la cerere, la Școala de Infanterie din Vest nr. 3, iar, după desființarea acesteia un an mai târziu, a fost transferat la Școala de Infanterie „Frunze” din Oriol, pe care a absolvit-o după doi ani. În același timp, a promovat ca student extern examenele pentru absolvirea școlii de șapte clase. În 1927 s-a înscris în Partidul Comunist al Uniunii Sovietice. Grișin a devenit comandant de pluton în Regimentul 132 Infanterie din Divizia 44 Infanterie. A fost promovat și a devenit comandant de companie, apoi șef de stat major al unui batalion și, din februarie 1933, asistent al șefului de stat major al diviziei.
În aprilie 1933 Grișin a fost trimis să studieze la Academia Militară „M.V. Frunze” a Armatei Roșii, absolvind cu diplomă de grad I și onoruri în 1936. În octombrie 1936 a fost numit în postul de șef al departamentului Școlii Centrale pentru instruirea șefilor de stat major a Comisariatului Apărării Populare al URSS de la Moscova. În septembrie 1937 a devenit șef de stat major al Diviziei 17 Infanterie din Districtul Militar Moscova, iar în decembrie 1938 a fost transferat în postul de șef al secției a 2-a a Statului Major al Districtului Militar Moscova. În octombrie 1940 a fost numit comandant al Diviziei 137 Infanterie din orașul Gorki (azi Nijni Novgorod). Divizia a participat la exercițiile militare demonstrative din Districtul Militar Moscova, iar colonelul Grișin a fost decorat, în calitate de comandant, cu Ordinul Steaua Roșie și a primit un ceas de aur.

## Al Doilea Război Mondial
În momentul declanșării Operațiunii Barbarossa la 22 iunie 1941, Divizia 137 Infanterie era staționată în tabăra de vară de la Gorohoveț, din apropierea orașului Gorki. Divizia a fost trimisă pe front în iunie 1941 și a luptat la începutul lunii iulie în Bătălia de la Smolensk, ca parte componentă a Armatei a 13-a a Frontului de Vest Sovietic. În zona orașului Șklov, divizia aflată sub comanda lui Grișin a apărat trecerile peste Nipru și a întârziat avansarea trupelor germane timp de șapte zile. Divizia s-a retras apoi înapoi înspre orașul Ceausî, unde s-a luptat pentru a ieși din încercuire, apoi a apărat linia râului Soj și a respins timp de două săptămâni la sud de orașul Trubcevsk atacurile acerbe ale formațiunilor de tancuri ale generalului german Guderian. În perioada 2-6 august Grișin a ocupat temporar funcția de comandant al unor elemente ale Corpului 4 Aerian. În septembrie Divizia 137 Infanterie a fost transferată în cadrul Armatei a 3-a a Frontului Briansk. Divizia a luptat apoi în împrejurimile orașului Tula, unde a oprit înaintarea trupelor germane, și în Bătălia de la Moscova. La 7 noiembrie Grișin a fost decorat cu Ordinul Steagul Roșu. În decembrie divizia a participat la Ofensiva Eleț și a avansat 150 kilometri (93 mi) spre vest, eliberând 140 de localități.
La 10 martie 1942 Grișin a devenit șeful statului major al Armatei a 50-a a Frontului de Vest Sovietic. Armata a luptat în ultima din bătăliile ofensive de la Rjev și a suferit mari pierderi. Ulterior, a apărat linia de la sud-vest de Moscova. Grișin, care fusese avansat general-maior (cu o stea) la 3 mai 1942, a fost decorat la 30 ianuarie 1943 cu Ordinul Steagul Roșu pentru conducerea Diviziei 137 Infanterie. La 27 aprilie 1943 generalul Grișin a devenit șeful statului major al Armatei a 11-a Gardă, care pregătea atunci o operațiune ofensivă asupra orașului Bolhov. În iunie 1943 generalul-maior Grișin a fost numit comandant al Armatei a 49-a, cu care a parcurs tot restul războiului până la victoria din mai 1945. În august-septembrie 1943 a condus Armata a 49-a în operațiunea ofensivă Smolensk-Roslavl ca parte a Frontului de Vest Sovietic. În timpul ofensivei, armata a traversat râurile Desna, Oster și Soj. Armata a eliberat, de asemenea, orașele Spas-Demensk, Roslavl, Kricev, Hislavici, Mstislavl și Bogdanovo, un punct fortificat al Armatei Germane pe râul Desna. Armata a 49-a a primit mulțumiri de la comandantul suprem și un salut de douăzeci de salve de artilerie la Moscova pentru ocuparea orașului Roslavl. Pentru participarea activă la eliberarea orașului Roslavl, patru divizii ale Armatei a 49-a au primit numele onorific „Roslavl”. Comandantul Grișin a fost decorat cu Ordinul Suvorov clasa I și a fost avansat la 9 septembrie 1943 la gradul de general-locotenent (cu două stele). În timpul ofensivei, Armata a 49-a a eliberat satul natal al lui Grișin, Vnukovici, unde generalul a aflat că trupele germane i-au împușcat pe tatăl său, mama sa și alte rude apropiate.
În aprilie 1944 Armata a 49-a a devenit parte a Frontului 2 Bielorus și a luptat în Operațiunea Bagration, reușind să străpungă liniile defensive germane ale Armatei a 4-a (comandate de generalul-colonel Gotthard Heinrici⁠(d)). În timpul ofensivei, armata a traversat râurile Pronia, Nipru, Drut și Berezina și a eliberat sute de localități, inclusiv orașul Moghilău. În timpul avansului spre Minsk, armata comandată de Grișin a reușit să încercuiască un grup mare de trupe germane. Începând din 9 iulie generalul Grișin a condus personal toate operațiunile militare pentru anihilarea grupărilor inamice de lângă Minsk, iar trupele armatei sale au reușit să captureze, potrivit propriilor rapoarte, peste 35.000 de militari germani, inclusiv 12 generali. Pentru participarea activă la această operațiune, Grișin a fost decorat cu Ordinul Kutuzov clasa I. La sfârșitul lunii iulie, Armata a 49-a a fost transferată în poziții aflate la sud-vest de Navahrudak. În timpul Ofensivei de la Białystok, armata sovietică a străpuns o puternică rezistență germană pe râul Svislaci. La 24 iulie, a capturat orașul Sokółka și în jurul datei de 27 iulie se afla la nord și la vest de oraș. La 15 septembrie a atins cursul râului Narew lângă Łomża, unde a încetat avansul.
Începând din 13 ianuarie 1945 Armata a 49-a a luptat în Ofensiva din Prusia Orientală, iar din 10 februarie 1945 a participat la Ofensiva din Pomerania de Est. În 21 februarie 1945 a capturat orașul Czersk și pe 8 martie 1945 orașul Kościerzyna. Grișin a fost avansat la 10 martie 1945 la gradul de general-colonel (cu 3 stele). Armata a 49-a a capturat orașul fortificat german Danzig pe 30 martie, împreună cu Armata a 2-a de Șoc, cu Armata a 65-a și cu Armata a 70-a. În timpul ofensivei, Armata a 49-a a ucis 11.420 de militari germani și a capturat 2.495 de inamici. Prin decretul Prezidiului Sovietului Suprem al URSS din 10 aprilie 1945, generalul Grișin a primit titlul de Erou al Uniunii Sovietice și a fost decorat cu Ordinul Lenin și cu medalia „Steaua de Aur” pentru conducerea sa. Armata a 49-a și-a continuat ofensiva: a luptat în Bătălia Berlinului din 16 aprilie, ca parte a forței sovietice principale de pe acest front, și și-a încheiat înaintarea la cursul râului Elba, aproape de Ludwigslust, unde s-a întâlnit cu Armata a 2-a Britanică (comandată de general-locotenentul Miles Dempsey⁠(d)). Generalul Grișin a fost decorat la 29 mai 1945, pentru a doua oară, cu Ordinul Suvorov clasa I. El a participat la Parada Victoriei de la Moscova, împreună cu contingentul Frontului 2 Bielorus. La recepție, după paradă, Stalin l-a numit pe Grișin printre comandanții remarcabili ai Armatei Sovietice în cursul Marelui Război pentru Apărarea Patriei, alături de alți generali precum Gheorghi Jukov, Konstantin Rokosovski, Ivan Konev, Afanasi Beloborodov, Pavel Batov⁠(d), Ivan Bagramian, Aleksandr Gorbatov⁠(d) și alții.

## Perioada postbelică
În iulie 1945 Grișin a fost numit comandant al Armatei a 6-a Gardă, staționată la Marea Baltică. A devenit șeful Direcției de pregătire de luptă din cadrul Forțelor Terestre ale URSS în iulie 1946. În același an a fost ales deputat în cea de-a doua legislatură a Sovietului Suprem al Uniunii Sovietice (1946-1950). În februarie 1950 a devenit șeful Direcției principale de pregătire fizică și de luptă a Forțelor Terestre ale URSS. Grișin a locuit la Moscova și a murit acolo la 20 iunie 1951. A fost înmormântat în Cimitirul Novodevici din Moscova.

## Decorații
- Medalia „Steaua de Aur” asociată titlului de Erou al URSS nr. 5510 (10.04.1945)[15]
- două ordine Lenin (10.04.1945, 6.11.1945)
- cinci ordine Steagul Roșu (07.11.1941, 30.01.1943, 14.02.1943, 3.11.1944, 15.11.1950)[16][17][18][19]
- două ordine Suvorov cl. I (28.09.1943, 29.05.1945)[20]
- Ordinul Kutuzov cl. I (21.07.1944)
- Ordinul Steaua Roșie (22.02.1941)
- Medalia „Pentru apărarea Moscovei”
- Medalia „Pentru capturarea Königsbergului”
- Medalia „Pentru victoria asupra Germaniei în Marele Război pentru Apărarea Patriei din anii 1941-1945”
- Medalia jubiliară „Aniversarea a XX de ani ai Armatei Roșii a Muncitorilor și Țăranilor”
- Medalia jubiliară „30 de ani ai Armatei și Flotei Sovietice”
- Medalia „Aniversarea a 800 de ani a Moscovei”

Decorații străine:
- Ordinul Crucea Grunwald cl. I (1945, Polonia)
- Medalia „Pentru Oder, Neisse și Baltica” (1945, Polonia)
- Medalia „Victorie și Libertate” (1945, Polonia)
- Ordinul Skanderbeg cl. I (Albania)[21]